# Микронезијска митологија
Микронезијска митологија обухвата традиционалне системе веровања народа Микронезије. Не постоји јединствен систем веровања на острвима Микронезије, јер свако острвско подручје има своја митолошка бића.

## Регија
Микронезија је регион у југозападном Тихом океану у региону познатом као Океанија. Постоји неколико група острва укључујући Каролинска острва, Маршалска острва, Маријанска острва и Гилбертова острва. Традиционална веровања су опала и променила се доласком Европљана, што се све више јављало после 1520-их. Осим тога, контакт са европским културама довео је до промена у локалним митовима и легендама.

## Митологија Савезних Држава Микронезије
Анагуманг је био (вероватно легендарни) јапески навигатор који је водио експедицију у сплавовима и кануима пре пет или шест стотина година. На овој експедицији открио је острва Палау, где су он и његови људи први пут видели кречњак.
Анулап је бог магије и знања у митологији острва Трук, острвска група између Јапа и Похнпеја у Микронезији (Трук), који овим стварима подучава човечанство. Он је муж богиње креаторке Лигобубфану, а можда је и сам креатор божанства.
Исокелекел (понпејски: „светлећи племенит“, „дивни краљ“), такође зван Иџиколкол, био је полу-митски ратник-херој из Косраеа који је некада освојио Сауделеур владаре Похнпеја, острва у модерним Савезним Државама Микронезије између раног 16. века и раног 17. века.,  Неке косрејске варијанте називају овог јунака Нанпаратак, са карактеристикама ближим улитским причама истог архетипа. Сматра се оцем модерног Похнпеја.
Олифат је био бог варалица у микронезијској митологији. Олифат је био унук бога Анулапа, син бога Лугеленга и смртног Тариса. Тарисо је била ћерка богиње хоботнице Хит. Када Лугеленгова жена није покушала да спречи његову заједницу са Тарисом, Хит је плесао тако развратно да се жена онесвестила и морала је да буде однета назад на небо, што је омогућило Олифатово зачеће.

## Науруанска митологија
Ареоп-Енап је одиграо велику улогу у стварању света.

## Митологија Маријанских острва
House of Taga се налази у близини села Сан Хозе, на острву Тиниан, Комонвелт Сједињених Држава Северних Маријанских острва, у Маријанском архипелагу. Локалитет је локација низа праисторијских камених стубова који су вађени око 4.000 стопа (1.200 м) јужно од њега. Само један стуб је остао усправан. Име потиче од митолошког поглавице по имену Тага', за кога се каже да је подигао стубове као темељ за своју кућу. Легенда каже да је поглавицу Тагу убила његова ћерка, а њен дух је заточен у усамљеном мегалиту на том месту.
Гадао је легендарни поглавица села Инарајан у јужном Гуаму. На чаморо језику древних Маријанских острва, он би имао титулу мага'лахи као високорангирани мушкарац. Поред тога што је представљен у легенди, он је имењак пећине Инарајанове поглавице Гадао која садржи древне пећинске слике. Неке приче тврде да је Гадао сам нацртао фигуре. Две легенде у којима се појављује поглавица Гадао укључују Легенду о три подвига снаге и Легенду о бици између поглавица.
Према Enciclopedia Universal Ilustrada Europeo-Americana, Сасалагохан је назив пакла у митологији Маријанских острва.

## Митологија Кирибатија
Ауриарија је црвенокоси џиновски поглавица који се заљубио у прелепу црвенокосу жену Неи Титуабине, али нису имали деце. Неи Титуаабине је умрла и из њеног гроба су израсла три дрвета - кокос из њене главе, панданус из њених пета и бадем из њеног пупка. Постала је богиња дрвета.
Каи-н-Тику-Аба („дрво многих грана“) је свето дрво које се налази на Самои, које је расло на леђима човека по имену На Абиту. Коура-Аби, деструктиван човек, га је сломио. Жалосни, народ Самое расуо се широм света.
Уекера је дрво које сеже до небеса, „дрво знања“ у легенди Кирибатија. Кажу да га је Неи Текануеа посадио у селу Буарики у Северној Тарави. То је инспирација за име недељних новина Кирибатија, Те Уекера.